# 卡斯蒂利亚-莱昂共产党
卡斯蒂利亚-莱昂共产党（莱昂语：Partido Comunista de Castiella Llión，缩写PCCyL）是西班牙共产党在卡斯蒂利亚-莱昂自治区的分支。该党于1986年11月13日在西班牙内政部正式注册。它的意识形态是共产主义、马克思主义。它的政治立场是左翼。